# أهل محمد

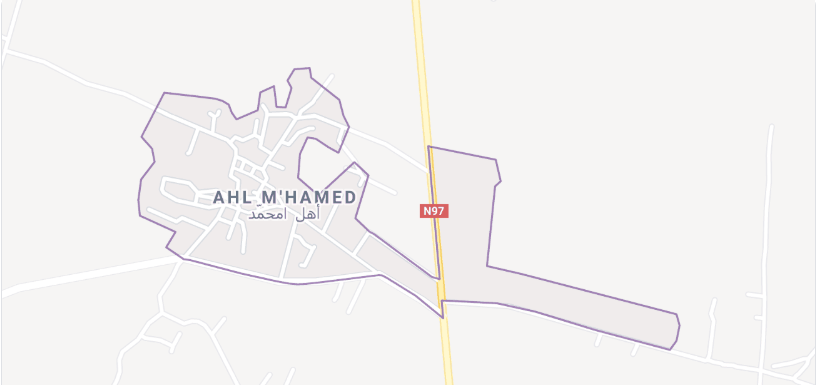
خريطة للقرية

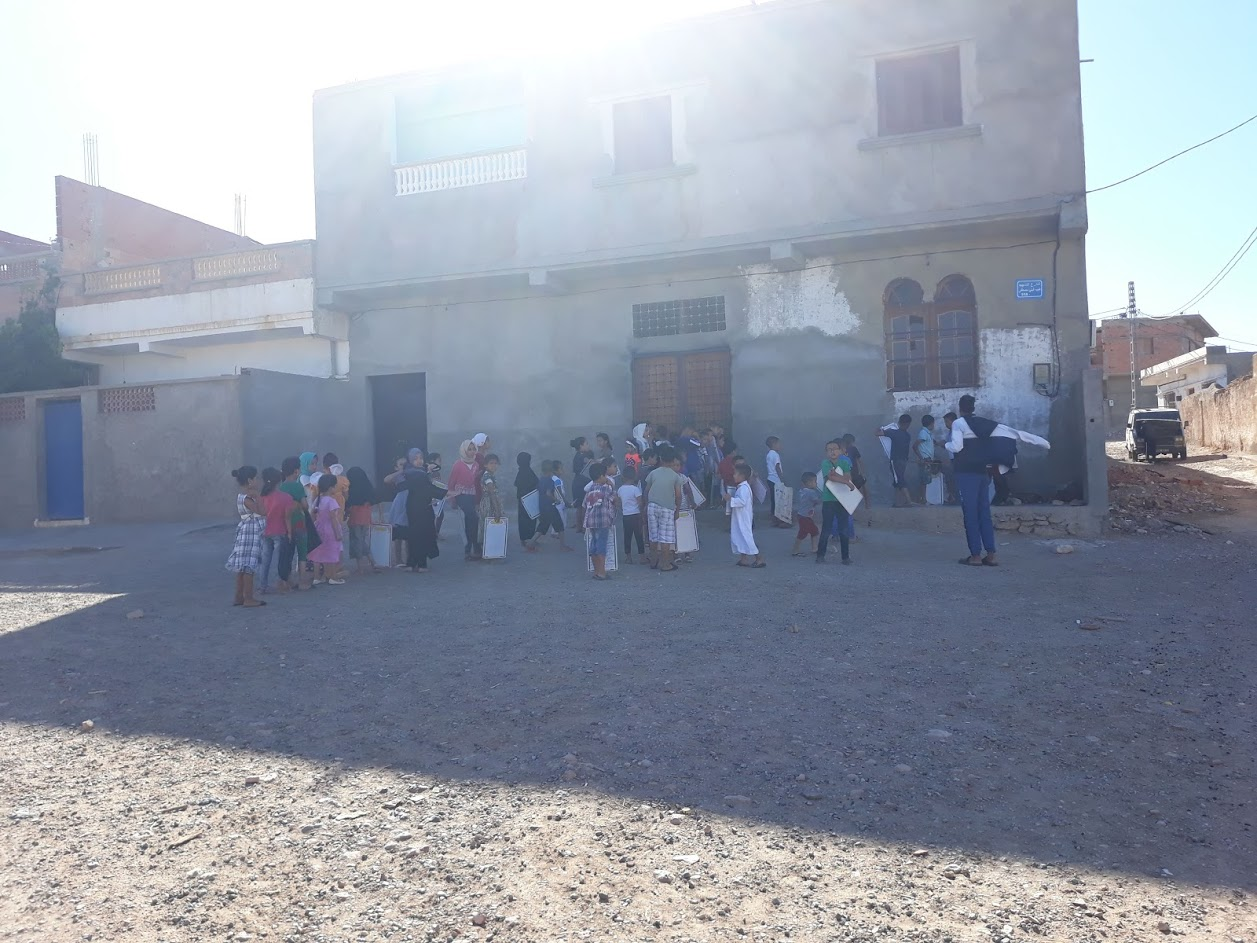
مدرسة قرآنية في القرية

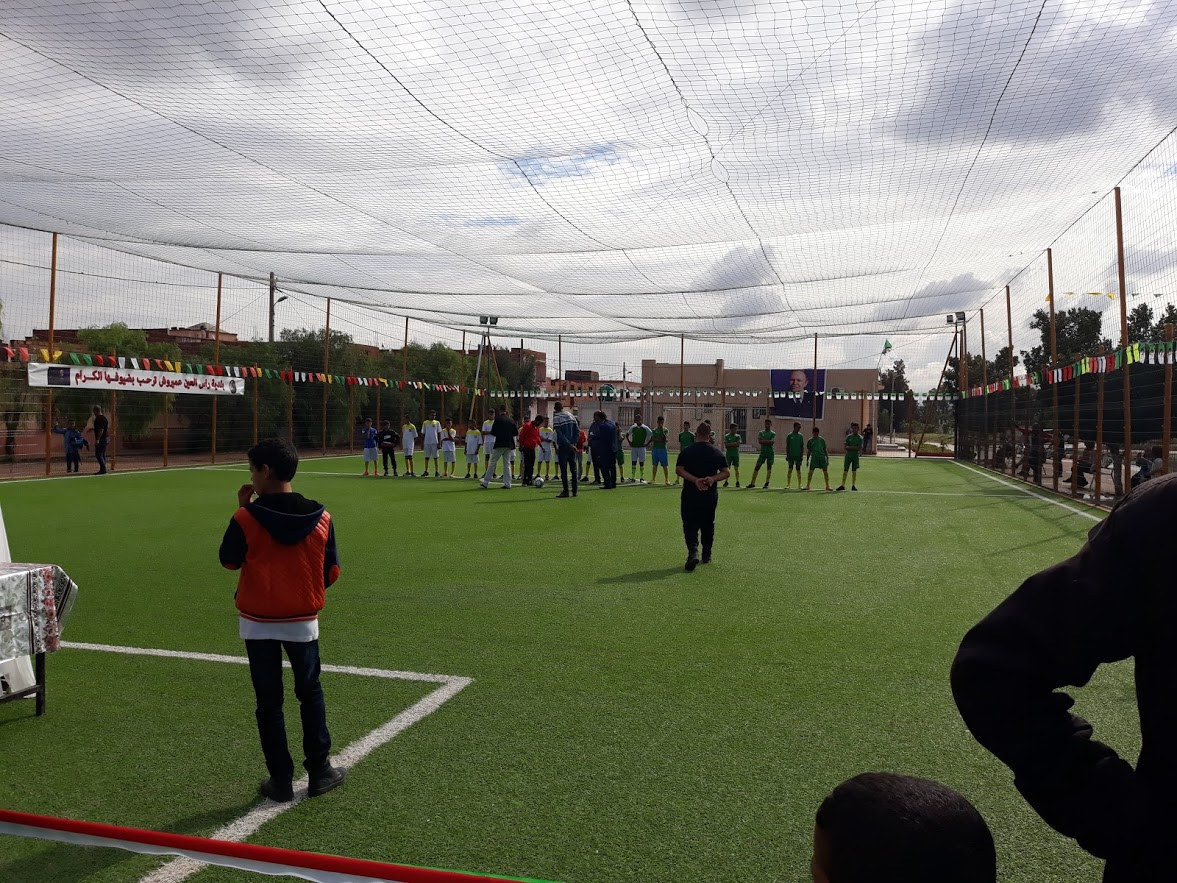
معلب كروي في القرية

أهل أمحمد قرية والتي تأسست حوالي 1720 ميلادية، تتبع إداريًا لبلدية رأس عين عميروش، دائرة عقاز ولاية معسكر في الجزائر. ويبلغ عدد سكانها حوالي 3000 نسمة. أراضي القرية بين منبسطة وشبه جبلية، يمر عليه الطريق الوطني رقم 97 وهو بذلك يحتل موقعًا استراتيجيًا، وكذلك الطريق البلدي بإتجاه قرية عقاز وأهل العيد.
يوجد بالقرية مسجدين، أقدمهما يعود إلى بداية القرن العشرين حيث يبقى شاهدًا على تاريخ المنطقة، وتوجد أيضًا ومدرسة لتعليم القرآن الكريم. وكذلك يوجد مصلحة صحية، ومدرسة ابتدائية، وملحقة بلدية، وملعب جواري وبيت للشباب مع مقهى.

## المدرسة وهجوم المنظمة العسكرية السرية OAS
تعرضت المدرسة إبان الاحتلال الفرنسي ومع احتدام الثورة المسلحة غلى هجوم من طرف المنظمة العسكرية السرية حيث تم اختراق المدرسة من طرف مسلحي المنظمة ولكن لحسن الحظ قد كان هناك فقط تهديد للتلاميذ والمعلم وزوجته المعلمة (الفرنسيين طبعا). تم إبطال هذا التدخل بعد إلحاح من طرف المعلم على أن هؤلاء التلاميذ أبرياء ولى دخل لهم في أي شيء. تم إغلاق المدرسة مباشرة بعد الهجوم وبقيت على هذا الحال حتى بعد الاستقلال وتم إعادة افتتاحها. 

## السكان
هم من نوع السكان العرب البيض أغلب أصلهم ينحدر إلى قبيلة الغرابة التي سكنت المنطقة في الفترة العثمانية والإستعمار الفرنسي، من العائلات التي تسكن هذا الدوار يوجد: عائلة هاشمي، تعالبي, بوعلام، مراح, سالم، نهار, بومعزة، إلخ.
هاجر بعض من سكان القرية إلى مدينة سيق، وأرزيو، ومدينة ونواحي وهران، بفعل عدة عوامل منها اقتصادية وأمنية وغير ذلك. وغالبية سكان القرية من الشباب.

## الأهمية الاقتصادية
تنتشر به حرفتي الرعي وتربية الحيوانات من أغنام وأبقار وغيرها، كما يوجد به وحدات تربية دجاج اللحوم ودجاج المنتج للبيض. تنتشر حول هذا الدوار أشجار الزيتون، كما توجد أشجار الرمان والتين، ويزرع به الفول والقرنون والفلفل الحار خاصة في المنطقة الشرقية منه،  وفي المنطقة الغربية منه أراضي وسهوب لزراعة القمح والشعير.
ويوجد بالقرية عدة موسسات صغيرة مثل تصبير الزيتون و مطاحن الحبوب وغير ذلك.